# 跌打

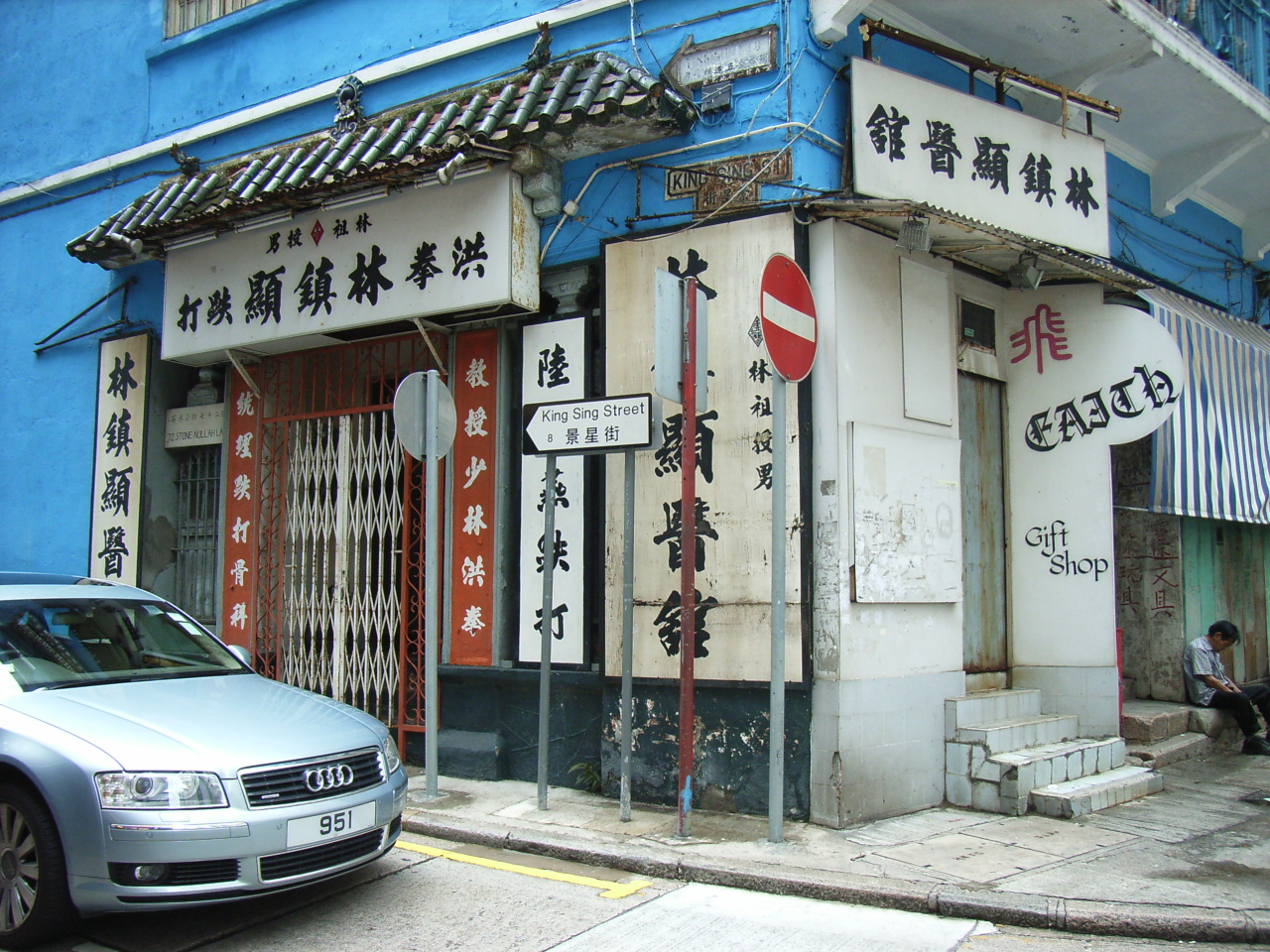
香港灣仔藍屋一間跌打醫館

跌打，又名中醫骨傷科。是中國功夫學習的必修科，因為運動跌傷打傷，在中國武術家，多能以跌打治療，有「未學出拳，先學紥馬；未學功夫，先學跌打」之說。
跌打骨傷是一種替代療法，治療筋骨、氣血、臟腑經絡運動損傷，例如骨折、脫位、傷筋和損傷內證4類。方式包括內服和外敷中藥，理筋、針灸、夾縛固定及牽引療法等。診斷程序含「望、聞、問、切」。

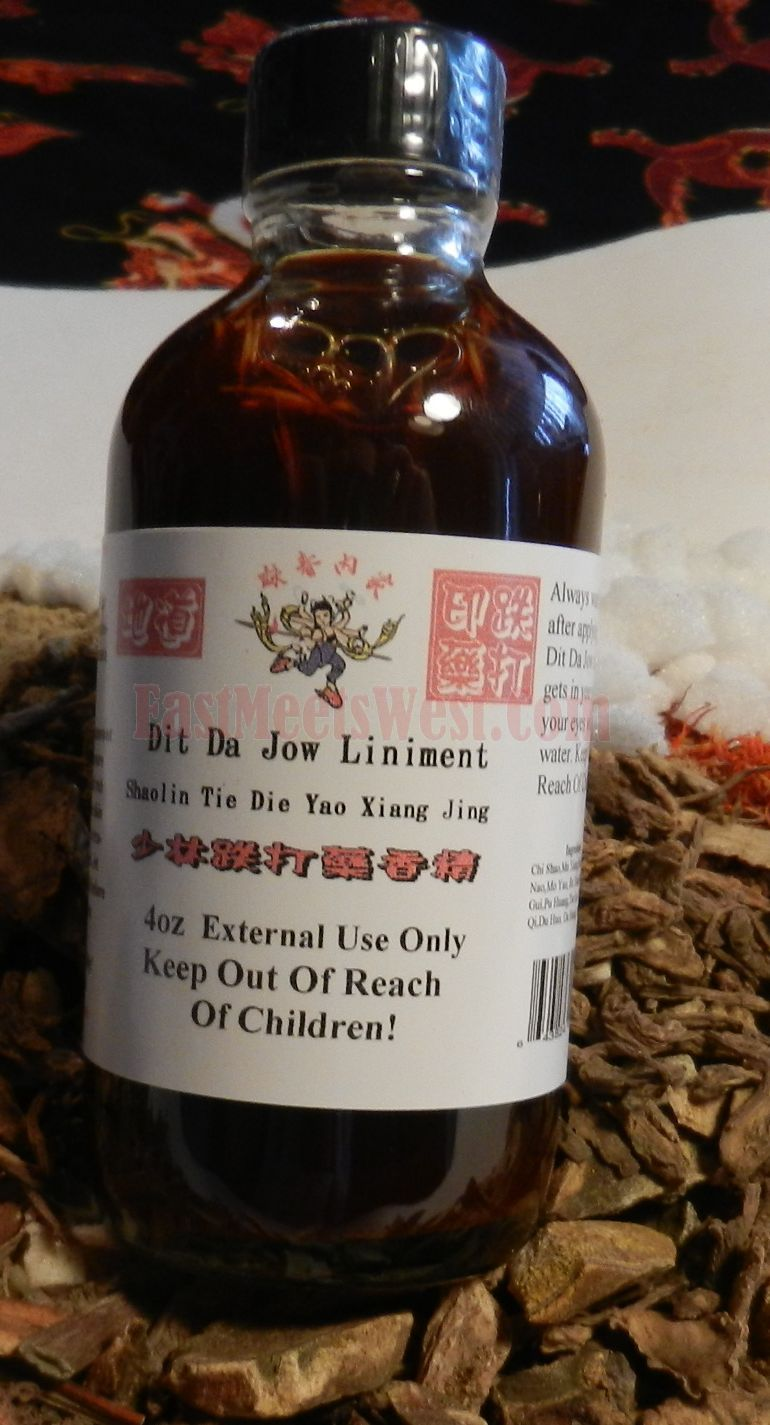
跌打酒是跌打科常用的外用药
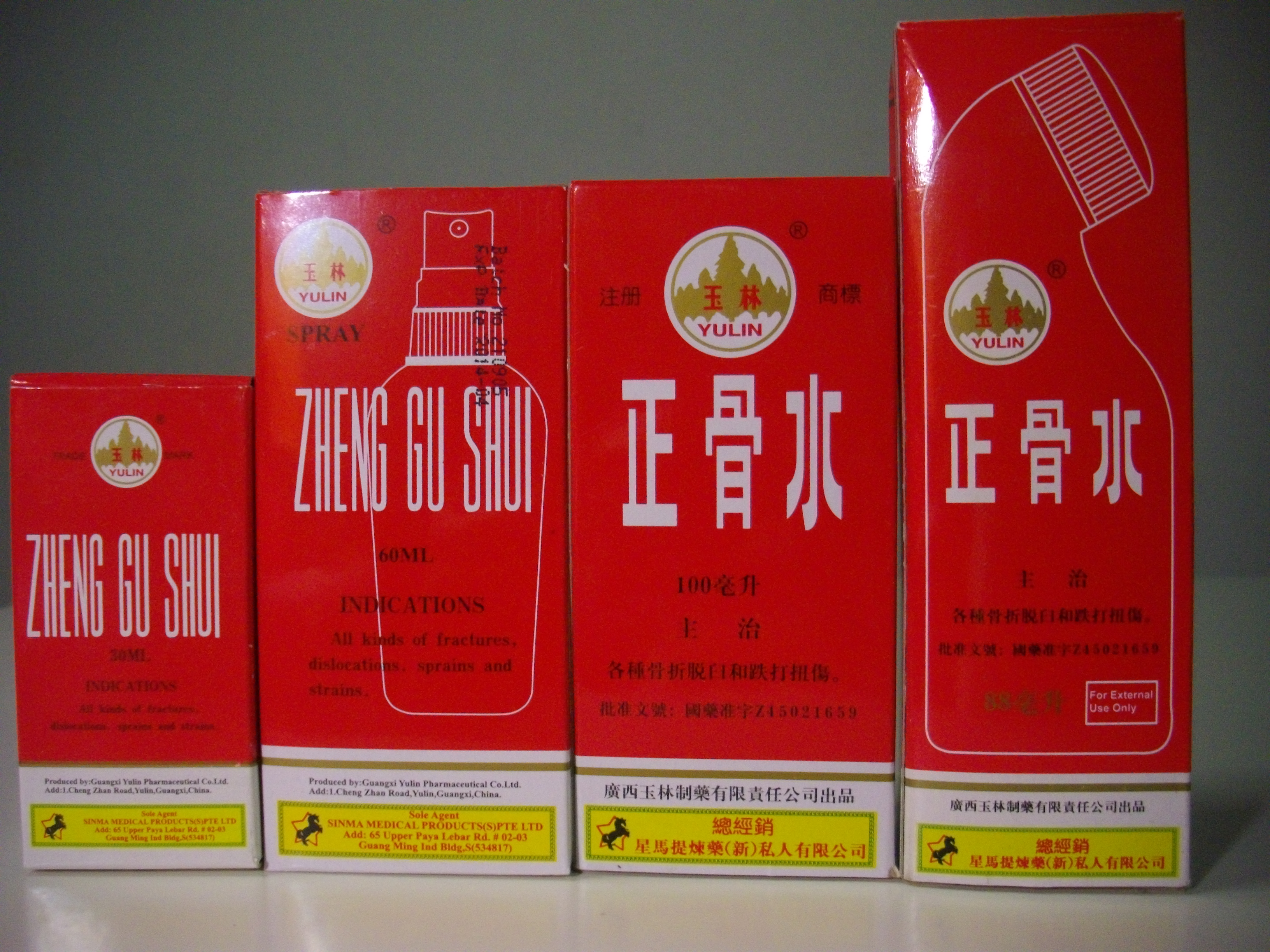
广西也有类似的外用药酒，叫做“正骨水”

## 在佛山
冯了性（1630-1695）是佛山跌打药师，所创办的药店发展到现在，变成了药材公司。他的“冯了性风湿跌打药酒”载于中国药典，列入广东省非物质文化遗产。

### 李氏骨伤
佛山的“骨伤”诊治有一派由李才干（–1915）创立。李才干之子李广海发展了这套技艺，创立“治伤从瘀”、“正骨八法”，并研制多种外用方剂。李广海因为无偿为洪水受难者、邻县病人、共产党游击队员提供医药食宿而名声大噪。李广海因此在1956年佛山中医院设立时成为副院长，1960年升职院长。他在文革期间被开除，文革后作为普通主治医生回到佛山市中医院，接诊直至逝世。
佛山伤科制药技艺在2015年入选佛山市非物质文化遗产，由陈渭良、佛山市中医院骨科中心骨科中心副主任陈逊文、骨伤科主任中医师邹运璇担任第三、四、第五代传承人。
中医正骨疗法（佛山伤科正骨）在2018年入选佛山市非物质文化遗产，由市中医院骨科中心骨科中心副主任陈逊文、骨伤科主任中医师何利雷担任第四、五代传承人。